# Lineage
Lineage (coreano : 리니지) é um jogo de fantasia medieval do tipo MMORPG (Jogo multijogador massivo online) para PC projetado em 1998 pelo desenvolvedor de jogos da empresa sul-coreana NCsoft, Jake Song, que havia projetado anteriormente Nexus: The Kingdom of the Winds, outro MMORPG.
Este é o jogo mais popular desse tipo na Coréia e o número 3 no mundo estando disponível nos idiomas chinês, japonês e inglês.
Devido ao seu grande sucesso, a NCsoft desenvolveu o protocolo Lineage II em 2003, e em 1º de janeiro de 2008 teve início o projeto Lineage III, cujo lançamento é incerto no momento.
Lineage usa uma interface gráfica 2D com perspectiva isométrica semelhante à usada por jogos como Ultima Online, Baldur's Gate e Diablo II.

## Apresentação
Os jogadores podem escolher uma das cinco classes existentes para jogar: humano, elfo, elfo escuro, orc e anão, que podem seguir o caminho do guerreiro ou do místico. No caso dos anões apenas classe guerreira. O jogo contém elementos clássicos de RPG (como Dungeons & Dragons), como matar monstros e completar missões para obter recompensas e pontos de experiência .
Os atributos, monstros e itens do jogo foram originalmente retirados legalmente do NetHack com elementos MMO adicionados logo depois, mas atualizações recentes introduziram conteúdo original. A luta entre jogadores (também conhecida como PVP) é uma das grandes atrações deste jogo. Os jogadores podem lutar contra outros jogadores juntando-se a uma "promessa de sangue" (uma associação de jogadores, chamada de clã em outros jogos) e atacar castelos ou travar uma guerra entre alianças e clãs.

## Origem da "Lineage"
O nome do jogo, Lineage, vem de uma série de quadrinhos criada por Shin Il-sook. Os servidores do jogo pegam seus nomes dos personagens dos quadrinhos. Elas contam a história de uma realidade medieval/fantástica em que um herdeiro legítimo ao trono do reino reivindica seus direitos do usurpador. Inicialmente, o jogo era um reflexo fiel do trabalho de Shin Il-sook, mas à medida que os designers adicionaram modificações ao jogo, o universo ficcional de ambas as obras divergiu em duas realidades diferentes: o fundo original dos quadrinhos e o fundo criado por os designers do jogo.